# Обухов Герман Вікторович
Герман Вікторович Обухов (нар. 27 листопада 1949 в Челябінську, нині Російська Федерація) — 
американський громадський і політичний діяч, політв'язень СРСР 1981—1987 рр.. Засновник та голова фонду «Стоп Російський Терор», один із засновників  Благодійного фонду «Відкриємо світ дітям» і фонду «Stop Inform Terror».  Автор п'яти книг та шести сценаріїв.

## Життєпис
Народився 27 листопада 1949 року в м Челябінську  в сім'ї вченого в галузі теорії автоматичного управління. Закінчив школу №1 у Мінську в 1966 році, вищу освіту здобув за спеціальністю конструктор радіоелектронної апаратури у 1975 році в Ленінградському електротехнічному інституті (ЛЕТІ). 
Після закінчення інституту працював інженером з медичного обладнання в Інституті експериментальної медицини Академії медичних наук (ІЕМ АМН СРСР) ім. клініко-діагностичної лабораторії клініки Першого Ленінградського медичного інституту. 
У 1970-ті роки почав писати вірші й оповідання, тоді ж він працював над книгою «Згаслий світанок». Л. М. Алексєєва згадує, що Обухов у цій книзі критикує зовнішню і внутрішню політику КПРС з марксистських позицій. Сам Обухов, кажучи про книгу, підкреслив, що «зробив спробу неупереджено проаналізувати як ідеї створення комуністичного суспільства, так і розвиток соціалістичної держави». У ті роки він активно почав контактувати зі студентами американських університетів, які приїжджали в Ленінградський державний університет (ЛДУ) на стажування з вивчення російської мови та літератури, і навіть з кореспондентами західних газет і журналов.
3 вересня 1981 року був арештований у Москві при спробі передати рукопис цієї книги представниці видавництва "Галлімер" Анні Шевальє ] і 27 листопада 1981 засуджений до 4 років позбавлення волі і 2 років [заслання]. «Мені ставилася в провину» антирадянська пропаганда і агітація, — згадує Обухов, — а після закінчення строку влада запропонувала мені поїхати з країни.
Герман Обухов відбував термін ув'язнення в колоніях суворого режиму Пермської області (Перм-35 і Перм-37). Відомо, що 30 жовтня 1983 року, у День політв'язня в СРСР  у таборі ВС-389/37, Обухов оголосив голодування на знак протесту проти судового свавілля, з вимогою визнання статусу політв'язня в пермському таборі. З 21 вересня 1985 року відбував заслання у селищі Аян Хабаровському краї.
Після звільнення влада змусили Обухова емігрувати у березні 1988 року. Він виїхав до Великобританії на запрошення  Міжнародній амністії та за підтримки Лансінг коледжу до Лондона, причому за висилки він був позбавлений громадянства СРСР. Потім того ж року переїхав до  США, оскільки конгрес США заочно надав політичний притулок. У США працював за своєю основною спеціальністю інженера з електронної (тепер уже медичної) апаратури в госпіталі Медичного центру в Єльському університеті (YNHH). Єльському університеті. З 1990 року після розвалу СРСР почав регулярно приїжджати до Росії. 1993 року він отримує гр. США, а з 1998 року по 2006 рік живе та працює у Санкт-Петербурзі..

## Громадсько-політична діяльність
У 1991 році Герман Обухов ініціював і заснував Російсько-американську раду економічного розвитку (RACED), до якої увійшов Перший Мер Санкт-Петербурга Анатолій Собчак. Обухів брав активну участь у багатьох конференціях та семінарах, присвячених новій Росії, в яких брали участь Конгресмени та Сенатори США. З 1998 по 2004 рік був радником з міжнародних справ на громадських засадах у Законодавчих Зборах Санкт-Петербурга. У 2002 році, залишаючись виконавчим директором RACED, заснував Міжнародний благодійний фонд «Відкриємо світ дітям» разом із колишнім Генконсулом Сполучених Штатів у Санкт-Петербурзі Джеком Госнеллом та Президентом БФ «Дитячий Альянс (США) Деббі МакФадденp». Цей фонд займався комп'ютеризацією дитячих будинків. Понад дві тисячі дітей - сиріт змогли отримати комп'ютерні навички та знайти собі друзів по всьому світу. У своєму інтерв'ю Г. Обухов зазначає, що комп'ютеризація - це один із механізмів адаптації «і дітей, і молоді в цьому світі». Фонд був заснований у Санкт-Петербурзі, а філія фонду зареєстрована у Сполучених Штатах. Статус Міжнародного фонду мав у тому зв'язку, що до його Наглядової ради входили не лише гр. Росії, як Лауреат Нобелівської премії Жорес Алфьоров, і громадяни США (Джек Госнелл) і Франції (граф Петро Шереметєв).. У 2014 році Герман Обухов бере активну участь у Революції Гідності в Україні та перебирається жити зі США до Києва. . У 2017 році Герман Обухов разом із однодумцями заснував ще один фонд — Stop Inform Terror, спрямований на протидію російській пропаганді. У 2023 році цей фонд змінив назву на «Стоп Російський Терор», метою якого є не лише сприяння якнайшвидшому завершенню війни та звільненню всіх окупованих російськими військами територій України, включаючи Крим, а й гуманітарну допомогу громадянам України, які постраждали від російської агресії. З 2018 року по 2020 рік входив до правління Інституту національної політики

## Книги
«Згаслий світанок» - перша книга, написана Германом Обуховим, її рукопис було конфісковано КДБ після арешту і повернуто автору після його реабілітації за Указом Президента РФ Борисом Єльцином у 1991 році, проте актуальність критичних висновків на адресу політики КПРС та комуністичних ідей зникла і книга світло лише у другій редакції 1999 року під назвою «Згаслий світанок 15 років по тому». У 1998 році Герман Обухов видав книгу «Конфісковані листи» Також Герман Обухов написав кілька сотень публіцистичних статей, опублікованих у газетах США, Росії та Україниref name=samizdat />. У наступні роки він видав нове видання своєї першої книги та опублікував ще одну книгу «Пори флібустьєрів». Остання з уже написаних книга — «Вкрадена країна» (2012), яка фактично опинилася під забороною в Росії та була вивезена у 2014 році до України... За весь пострадянський період Обухів опублікував понад триста статей та аналітичних нотаток в американських та російських періодичних виданнях. У 2013-2015 роках Герман Обухов був найпопулярнішим блогером «Радіо Свобода».